# Fabián Caballero
Fabián Caballero (ur. 31 stycznia 1978 w Misiones, zm. 27 września 2024 w Asunción) – argentyński piłkarz występujący na pozycji napastnika. Wychowanek paragwajskiego Cerro Porteño. Wcześniej występował m.in. w Arsenalu Londyn i Dundee F.C. Zmarł w szpitalu w Asunción, do którego został przewieziony po tym, gdy zasłabł w tracie gry w futsal z przyjaciółmi.